# Acraea melanosticta
Acraea melanosticta är en fjärilsart som beskrevs av Sharpe 1904. Acraea melanosticta ingår i släktet Acraea och familjen praktfjärilar. Inga underarter finns listade i Catalogue of Life.